# 三好市立西山小学校
三好市立西山小学校（みよししりつ にしやましょうがっこう）は、かつて徳島県三好市池田町西山岡屋敷にあった公立小学校。
児童数の減少などの理由で2012年3月31日をもって休校し、2013年3月31日に廃校した。

## 基礎データ
全校生徒数
- ○人（2011年度（平成23年度）当時）

全卒業生数　
- ○人

最寄駅
- JR土讃線阿波池田駅

## 沿革
- 1886年（明治19年）10月15日 - 創立。（西山村276番屋敷）
- 1959年 - 校舎改築。[1]
- 1996年3月31日 - 岡屋敷3563-1へ移転。
- 2006年（平成18年） - 町村合併のため三好市立西山小学校に改称。
- 2012年（平成24年）3月31日 - 休校。
- 2013年（平成25年）3月31日 - 廃校。[1]
- 2014年（平成26年）
  - 3月30日 - 特定非営利活動法人ワーカーズコープ西山地域福祉事業所『西山そらの学校』開所式が行われた。
- 2015年（平成27年）10月 - 校舎1階多目的室で喫茶店『西山笑』を月2回開店[2]。

## 校歌
- 作詞: 宮田春義
- 作曲: 鴛原利蔵